# Rio Ermeneasa
O Rio Ermeneasa é um rio da Romênia, afluente do Doftana, localizado no distrito de Prahova.